# Max Hochrein

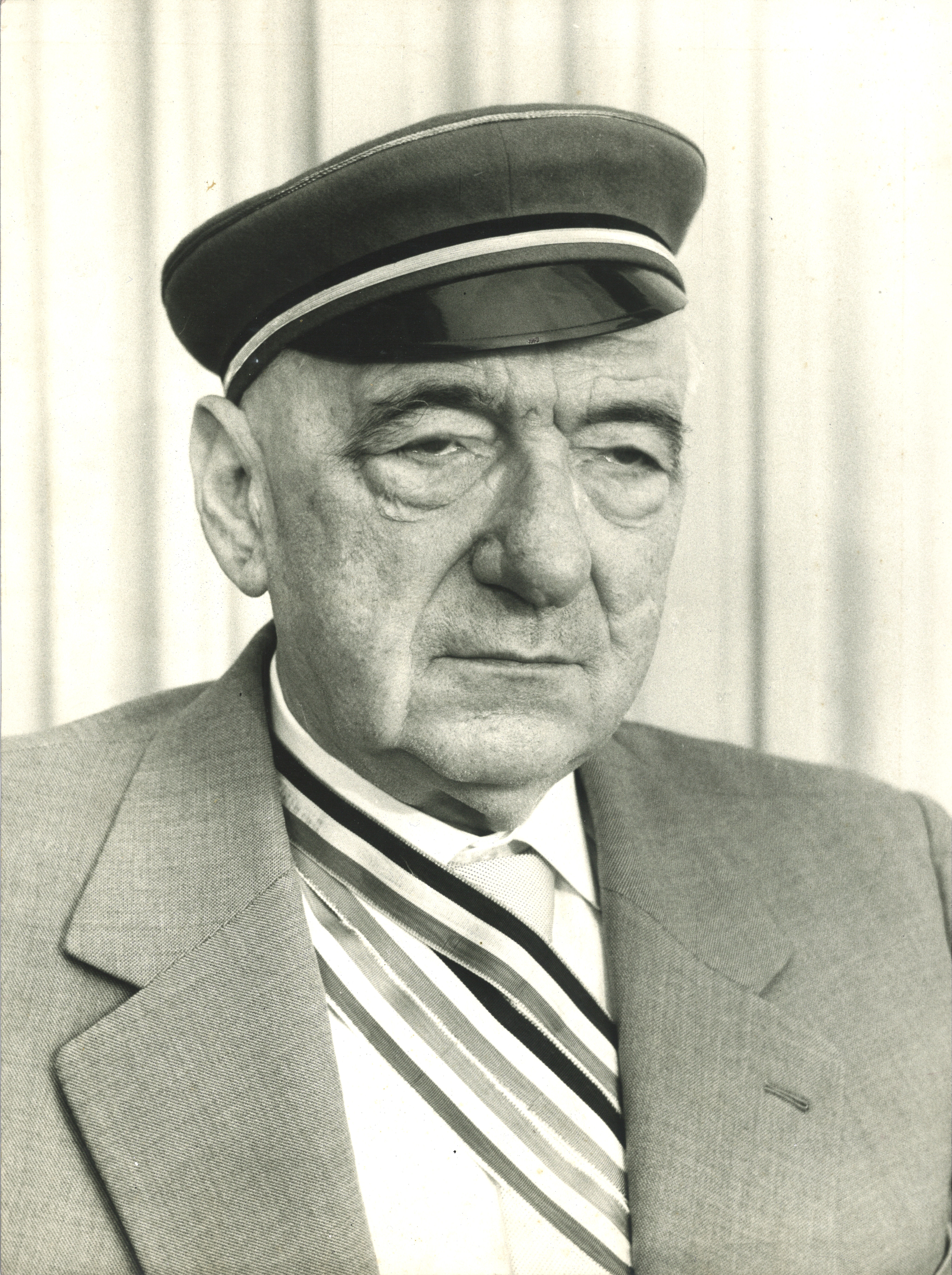
Max Hochrein

Max Hochrein (* 2. August 1897 in Nürnberg; † 30. Juni 1973 in Ludwigshafen am Rhein) war ein deutscher Internist und Hochschullehrer.

## Leben
Hochrein begann das Medizinstudium an der Friedrich-Alexander-Universität Erlangen und der Universität Leipzig. 1919 wurde er im Corps Baruthia und im Corps Thuringia Leipzig aktiv. Er wechselte an die Ruprecht-Karls-Universität Heidelberg und die Ludwig-Maximilians-Universität München. 1922 wurde er zum Dr. med. promoviert. In München wandte er sich 1922 als wissenschaftlicher Assistent der Physiologie zu. 1926 ging er als Assistenzarzt an die Medizinische Klinik im Universitätsklinikum Köln, anschließend an die Medizinische Universitätsklinik Leipzig. Dort habilitierte er sich 1928 für Innere Medizin. Im selben Jahr ging er als Instructor an die Harvard Medical School. 1929 nach Deutschland  zurückgekehrt, wurde er in Leipzig Oberarzt. 1930 machte er die Fachwelt durch eine Arbeit über den Herzinfarkt auf sich aufmerksam. 1932 wurde er an der Leipziger Universität zum a.o. Professor ernannt. Zum 1. Mai 1933 trat er der NSDAP bei (Mitgliedsnummer 2.984.764). 1939 wurde er an der Leipziger Universität zum Ordinarius ernannt. Gleichzeitig war er ab 1939 Direktor der Medizinischen Poliklinik und ab 1940 des Instituts für Arbeits- und Leistungsmedizin, des ersten Instituts dieser Art. Hochrein war behandelnder Arzt von Robert Ley und Martin Mutschmann. 1940–1944 war er Dekan der Medizinischen Fakultät der Universität Leipzig. Gegen eine für die Kriegszeit erlassene Mindestarbeitszeit im öffentlichen Dienst sprach sich der nicht in die NSDAP eingetretene Medizinhistoriker Walter von Brunn vom Karl-Sudhoff-Institut für Geschichte der Medizin und der Naturwissenschaften 1942 heftig in einem Brief an Hochrein aus. 1944/45 war Hochrein Vorsitzender der Deutschen Gesellschaft für Rheumatologie. 1946 wurde er ehrenamtlicher Leiter des Kreiskrankenhauses Haßfurt und 1948 Chefarzt der Medizinischen Klinik im Städtischen Krankenhaus Ludwigshafen. Das Caritas-Förderzentrum St. Johannes mit dem Max-Hochrein-Haus in Ludwigshafen ist heute eine Beratungsstelle des Caritasverbandes für die Diözese Speyer für Seelenkranke. In der Nachkriegszeit erhielt Hochrein noch die Bänder des Corps Misnia IV (Erlangen 1948) und des Corps Rhenania Bonn (1953).